# Józef Zapędzki
Józef Zapędzki (Kazimierówka, 11 marzo 1929 – Breslavia, 15 febbraio 2022) è stato un tiratore a segno polacco.

## Biografia
Partecipò a cinque edizioni consecutive dei giochi olimpici, in cui vinse due volte la medaglia d'oro, rispettivamente nel 1968 e nel 1972. Vinse per 23 volte il campionato nazionale e rappresentò il club Śląsk Wrocław.

## Palmarès

### Olimpiadi
- 2 medaglie:
  - 2 ori (Città del Messico 1968 nella pistola 25 metri automatica; Monaco di Baviera 1972 nella pistola 25 metri)